# Корейське синтоїстське святилище

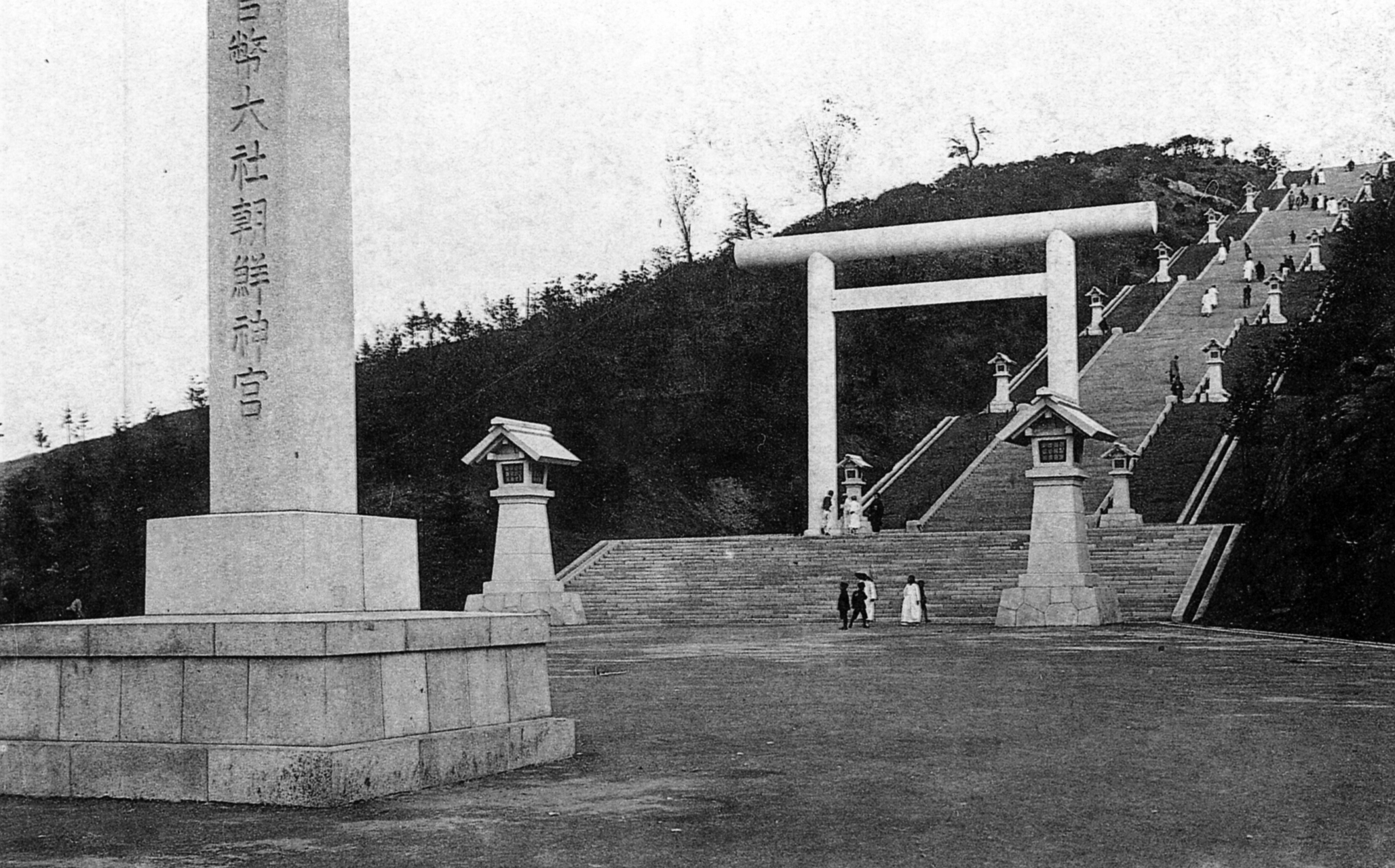
Корейське синтоїстське святилище

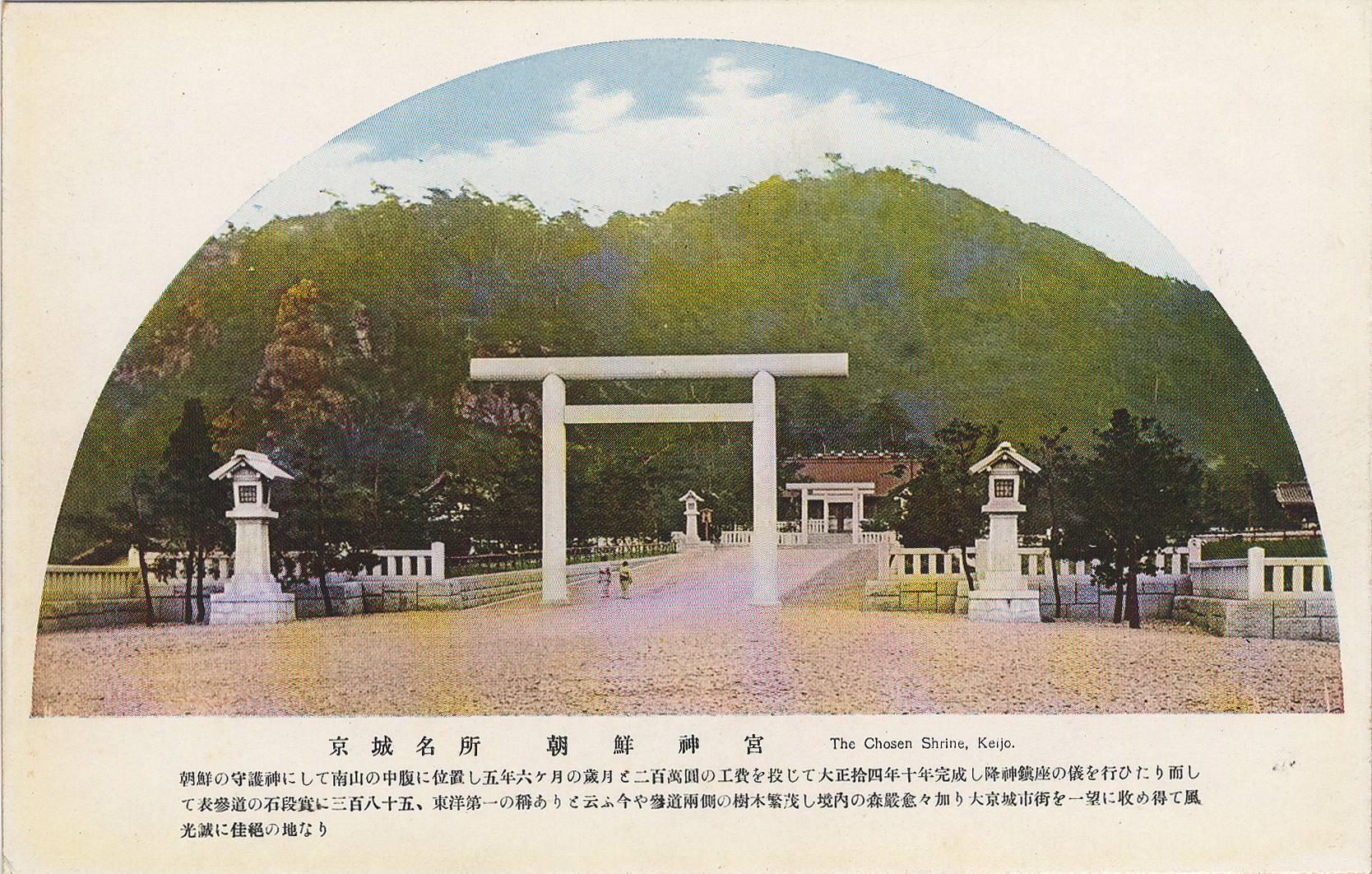

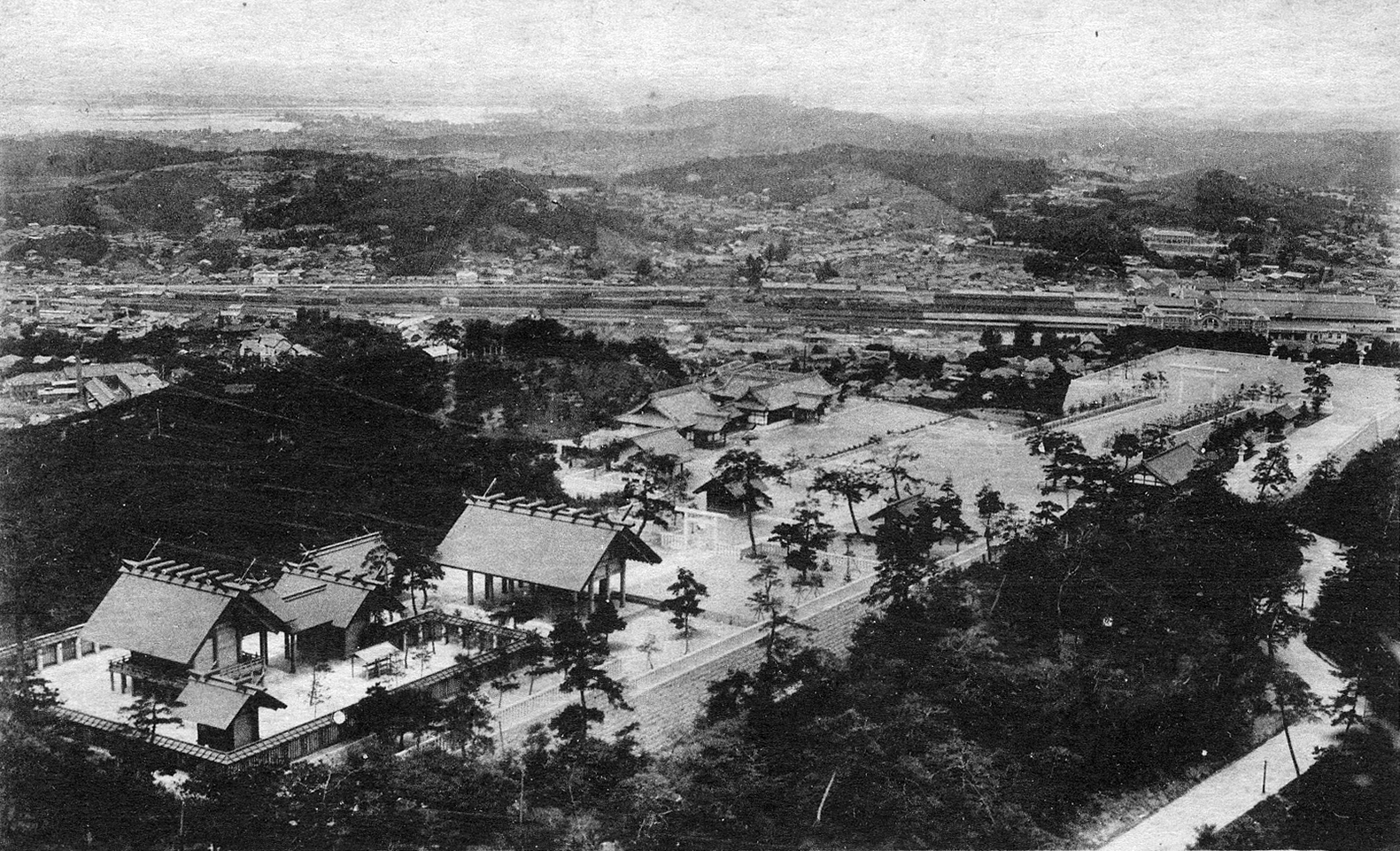

Корейське синтоїстське святилище (яп. 朝鮮 神宮 Тесен дзінгу, кор. 조선신궁 Чосон сінгун) — головне синтоїстське святилище  колоніальної Кореї. Містилося на горі Нандзан (нині Намсан) в Кейдзьо.
Будівництво святині завершено 17 жовтня 1925. У святилищі шанувалися камі Аматерасу й імператор Мейдзі. Пізніше до них додалися Імператриця Дзінґу та Тойотомі Хідейосі.
Святилище зруйновано 7 жовтня 1945, через кілька місяців після здобуття Кореєю незалежності 15 серпня.